# 衙前农民运动
衙前农民运动，又称萧山农民运动、萧绍农民运动、衙前农民暴动，被中共党史研究者称作中国共产党成立后领导的第一场农民运动，但中国共产党是否领导其运动尚存争议。运动以浙江省萧山县衙前村为中心，外延至萧山、绍兴、上虞3县82村，农民在上海共产主义小组成员沈定一组织的衙前农民协会领导下起来抗租减租，最终为官府所取缔，运动领导人之一李成虎也在狱中去世。

## 宣传农民运动
1920年5月，沈定一在上海参与了中国共产党早期组织之一的马克思主义研究会和上海共产主义小组，次年4月回到家乡衙前实践“中国底社会革命，应该特别注意农民运动”的政治主张。沈定一虽然是地方上的大地主，但早年参加过辛亥革命和倒袁运动，并且是浙江省议会的前议长，热衷于政治运动。他回乡后首先以教育为切入点创办了衙前农村小学和龙泉阅书报社，邀请浙江第一师范教师刘大白和“一师风潮”的学生领袖宣中华、徐白民、唐公宪等来校任教，免费接受农民子弟读书，并在农民中宣讲《新青年》《共产党宣言》等政治书籍，鼓动农民反抗地主和资本家。沈定一带头减租免赊，并且发动李成虎等农民在欠收时反抗地主，李成虎则以哄抬粮价为由捣毁了沈定一妻弟的周和记米店，在农民压力下大批粮贩不得不恢复平价。

## 农民协会成立
1921年9月27日，衙前以及附近村庄农民在衙前东岳庙集会成立衙前农民协会，协会推举沈定一家长工李成虎等6人为领导人，通过了沈定一起草的《衙前农民协会宣言》和《衙前农民协会章程》，宣布“本会与田主地主立于对抗地位”，土地归农民使用，由农民团体保管分配。农民协会和农民运动也通过陈独秀办的《新青年》和邵力子主编的《民国日报》进行宣传，活动遍及萧山、绍兴、上虞3县82村，会员仅仅两月就达到10万之多，每日都有数百人到衙前请求入会，各村也组织有分会。同年11月24日衙前农民协会联合会宣告成立，协调各地分会的组织，衙前也因此成为农民运动的中心。

## 抗争与镇压
农民协会根据《章程》，提出来减租抗争的主张，要求农民仅仅缴纳原先租金的三成，并且要求放弃使用每斗8.5公斤的“大斗”改用公斗，取消“东脚费”（即地主下田收租的路费）和“现租”，要求按每年收成交租。1921年12月8日，绍兴前梅村大地主周仁寿不顾农协反对坚持原租，并且下令捆绑手下佃户，导致农民协会与地主发生暴力冲突，官府以“衙前农民暴动”称呼。12月17日，农协组织农民1000多人到绍兴县城游行，驻绍兴的浙军第三旅旅长、绍兴戒严司令盛开第拒农民入城。12月18日，各地农民代表在衙前东岳庙举行集会，盛开第派人包围会场，打伤农民3人，抓走了农协的几位领导人，并且责令各村销毁农协的《宣言》《章程》。同时，浙江省省长沈金鉴也派了警察厅督察长等60人到萧绍一带抓捕农协领袖，列入逮捕名单者达500多人，“萧绍两县农人被捕入狱者几百人，亡命者动万”，12月27日抓捕了正在田间耜泥的李成虎，李成虎则于1922年1月24日下午在萧山狱中被凌虐致死。
作为运动的发起人，沈定一则是在运动开展后到杭州的省议会推动农民诉求合法化，当时的地主官吏则指控其沈玄庐“提倡共产”，“以共产主义煽惑愚众”，要求给予“严惩”。

## 影响与纪念

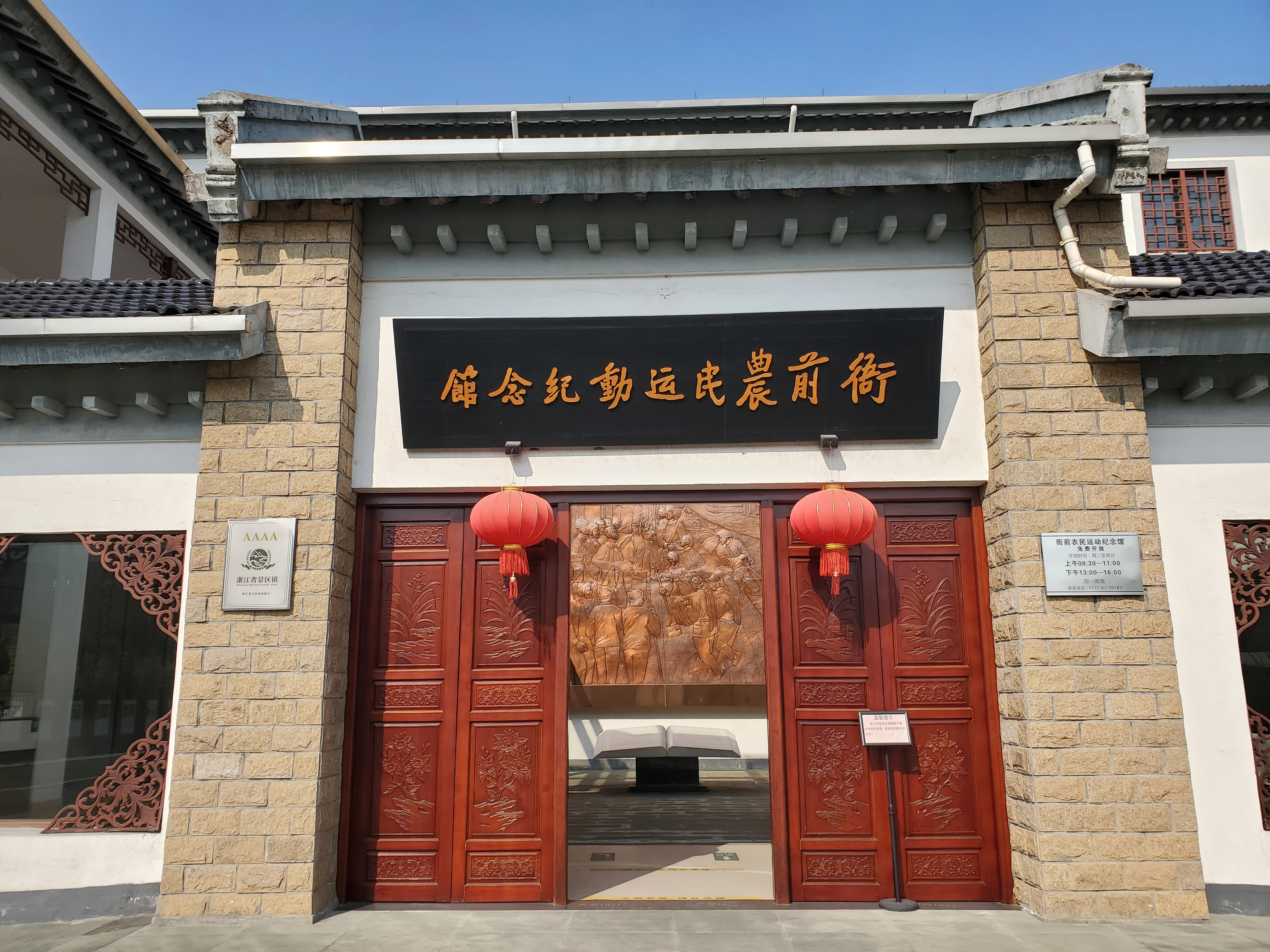
衙前农民运动纪念馆

农协与农民运动的查禁博得舆论的同情，邵力子撰发《论萧山农民协会被军队摧残事》指责军阀政府之反动。李成虎埋葬于凤凰山南麓，两侧石柱为沈定一手书之“中国革命史上的农人这位要推头一个，四山乱葬堆里之坟墓此外更无第二人”。1922年2月23日上海工商友谊会特意派人到衙前祭奠李成虎，并且在萧山凤凰山立“精神不死”四字碑以纪念之。1999年，衙前农民运动纪念馆建立，2011年移地扩建，2016年重新布置。衙前农民运动史迹群现存农协旧址东岳庙、衙前农村小学校旧址、李成虎故居、李成虎烈士墓以及衙前农民运动纪念馆和杨之华纪念馆，成为了“浙江省爱国主义教育基地”。
《中国现代史稿》称：“浙江省萧山县衙前农民运动，是中国现代农民运动的先声。”《浙江日报》则称运动“是中国共产党领导的第一次有组织、有纲领的农民运动，是中国先进分子用马克思主义指导解决中国农民革命问题的首次尝试，揭开了中国现代农民革命斗争的序幕，展示了农民群众潜在的伟大力量”。但运动领导人之一的杨之华在1956年回忆的时候称：“（运动）没有共产党或者青年团组织在进行领导，但可以说是共产主义知识分子在进行领导。”